# Ubojstvo, reče
Ubojstvo, reče (eng. Murder, She Said) je prvi od četiri MGM-ova filma, koji je, navodno, napravljen po knjigama Agathe Christie. U filmu Miss Marple tumači Margaret Rutherford, inspektora Craddocka Charles Tingwell, a gospodina Stringera Stringer Davis.
Ubojstvo, reče je baziran na romanu U 4.50 s Paddingtona, a nastao je 1961. pod režijom Georgea Pollocka.

## Radnja
Miss Marple se vozi vlakom, kada u mimoilazećem vlaku vidi ubojstvo. Ona to reče policiji no nitko joj ne vjeruje, jer ako u vlaku nema tijela, nema ni ubojstva. Kao i uvijek ona započinje vlastitu istragu. Ubojstvo se dogodilo dok su prolazili kraj Ackenthorpe Halla, pa ona tamo dobiva posao sluškinje da bi mogla pretražiti kuću za dokaze.

## Glumci
Margaret Rutherford - Miss Jane Marple
Arthur Kennedy - Dr. Paul Quimper
Muriel Pavlow - Emma Ackenthorpe
James Robertson Justice - Luther Ackenthorpe
Thorley Walters - Cedric Ackenthorpe
Bud Tingwell - Inspektor Craddock
Conrad Phillips - Harold Ackenthorpe
Ronald Howard - Brian Eastley
Joan Hickson - Gđa. Kidder
Stringer Davis - Jim Stringer
Ronnie Raymond - Alexander Eastley
Gerald Cross - Albert Ackenthorpe
Michael Golden - Hillman
Barbara Leake - Gđa. Hilda Stainton
Gordon Harris - Narednik Bacon
Richard Briers - "Gđa Binster"
Peter Butterworth - kondukter 

## Vanjske poveznice
- Ubojstvo, reče u internetskoj bazi filmova IMDb-a